# Comuna Bobrowniki
Comuna Bobrowniki este o comună (în poloneză: gmina) rurală în powiat Będzin, voievodatul Silezia, Polonia.
Comuna acoperă o suprafață de 51,99 km² și are, potrivit datelor din anul 2006, o populație de 11.238.